# Cisaris tenuipes
Cisaris tenuipes là một loài tò vò trong họ Ichneumonidae.